# Atlequizayan (kommun)
Atlequizayan är en kommun i Mexiko.   Den ligger i delstaten Puebla, i den sydöstra delen av landet, 170 km öster om huvudstaden Mexico City.
Följande samhällen finns i Atlequizayan:
- Atlequizayan
- Ignacio Allende